# Железница Туркестан-Сибир
Железница Туркестан-Сибир названа и Турксиб је стратешка железница која повезује средњу Азију и Сибир. Изграђена је у периоду 1926—1931 као главни задатак прве петлетке Совјетског Савеза. Колотек пруге је ширине 1,520 мм - који је стандардан за цео бивши Совјетски Савез и шири је од европског колотека. Железница се данас налази у Казахстану.

## Изградња
Изградња је почела са два краја, на северном делу у граду Семиплатинск (Семеј), првог вечег града од сибирског Барнаула према центрталној Азији. На југу пругу су почели градити код града Луговаја. До маја 1929. према северу је положена пруга у дужини 562 км а према југу 350 км. Први путнички воз је кренуо 10. маја 1929. од Семиплатинска до Ајагуза (Сергиопоља). 1958. дионица је повезана са одсеком према Карагандију и творила је казхстанску железницу. 1960. додан је део од Актогеја до кинеске границе - станица Дружба (Достик). Године 1996. добије званични назив Каахстанска железница («Қазақстан темір жолы»)

Турксиб се са Транссибирском железницом повезује у граду Новосибирск (преко странице Барнаул)
Прва локомотива која је возила на Турксибу (Э-1441) данас је изложена у Алматију.

## Галерија
- Комеморативна маркица казахстанске поште из 2006
- Комеморативна маркица казахстанске поште из 1992
- Турксиб железница у јужним степама Казахстана (видео)